# Hunters Creek Village, Texas
Hunters Creek Village là một thành phố thuộc quận Harris, tiểu bang Texas, Hoa Kỳ. Năm 2010, dân số của xã này là 4367 người.

## Dân số
- Dân số năm 2000: 4374 người.
- Dân số năm 2010: 4367 người.